# Wacław Wądołkowski

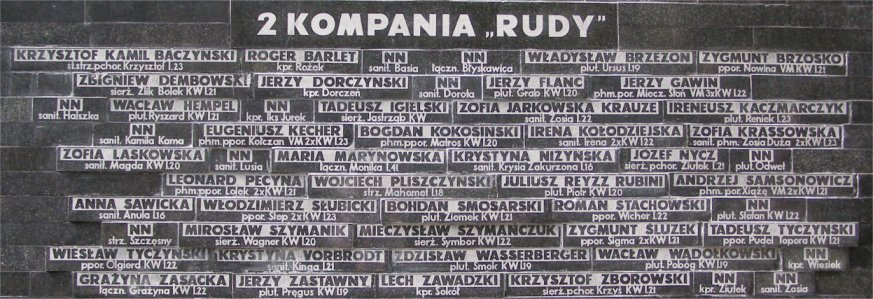
Tablica pamiątkowa na Powązkach Wojskowych. Nazwisko Wądołkowskiego w 9. rzędzie

Wacław Antoni Wądołkowski ps. „Pobóg” (ur. 6 czerwca 1925, zm. 5 sierpnia 1944 w Warszawie) – plutonowy, w powstaniu warszawskim żołnierz I plutonu „Sad” 2 kompanii „Rudy” batalionu „Zośka” Zgrupowania „Radosław” Armii Krajowej.

## Życiorys
Wacław Wądołkowski był synem Ignacego Wądołkowskiego i Janiny Marii z domu Staniszewskiej. Uczył się w Gimnazjum im. Tadeusza Reytana. Podczas okupacji niemieckiej działał w polskim podziemiu zbrojnym. Znajdował się w grupie Ubezpieczenie (od strony Porządzia) podczas akcji Sieczychy.
W powstaniu warszawskim uczestniczył w walkach swojego oddziału na Woli. 5. dnia powstania 1944 został ranny i znalazł się w Szpitalu Karola i Marii przy ul. Leszno 136 na Woli. Tam też, tego samego dnia, został zamordowany przez żołnierzy niemieckich. Miał 19 lat.
Jego symboliczna mogiła znajduje się na Powązkach Wojskowych obok kwater żołnierzy i sanitariuszek batalionu „Zośka”.
Został odznaczony Krzyżem Walecznych.